# Horváth Gyula (politikus)
Nagyváradi és teleki Horváth Gyula (Orbaitelek, Háromszék vármegye, 1843. január 24. – Budapest, 1897. augusztus 19.) magyar publicista, politikus, kormánybiztos, országgyűlési képviselő. Horváth Károly királybíró és Béldi Jozefa fia.

## Élete
Iskoláit Székelyudvarhelyen, Marosvásárhelyen és a brassói szász gimnáziumban végezte. 1852-ben testvérét, Horváth Károlyt forradalmi szándék gyanúja miatt kivégezték. 1859-ben a heidelbergi egyetemen bölcselethallgató volt. 1860-ban az olasz légió tagja lett és Garibaldi többször kitüntette. 1861-ben nagyobb külföldi utazást tett; meglátogatta Görögország fővárosát is. Később hazatért szülőföldjére és gazdálkodni kezdett. Fiatalon nősült, elvette báró Splényi Bertát.
1866-ban Küküllő vármegyében telepedett le és a megyei életben élénken részt vett; a református iskolák főfelügyelőjévé választották; az erdélyi egyházközség zsinati tagjainak sorába emelte.
1872-ben országgyűlési képviselővé választották és a balközéphez csatlakozott, melyből Ghyczy Kálmánnal kilépve, mandátumát letette, de 1875-ben újra megválasztották és a Szabadelvű Párthoz csatlakozott. 1876-ban a ház jegyzőjévé választották, mely állásról azonban 1881-ben lemondott. 1879-ben a szegedi nagy árvíz alatt kifejtett tevékenységéért királyi elismerésben részesült.
Nemsokára a szegedi biztosi tanács tagjává nevezték ki, és itt 1879-ben és 1880-ban a kárfelvételi és kisajátítási bizottságokban működött elnökként. A könyöradományok és építési anyagok kiosztását mint bizottsági elnök végezte. 1880 végén ezen állásától királyi elismeréssel visszavonult; 1881-ben az Alföldet fenyegető árvízhez mint miniszteri biztos küldették le. Működéséért elnyerte a Lipót-rend lovagkeresztjét.
Mint a csongrád-hódmezővásárhelyi és szentesi védgát-társulatnak kormánybiztosát, 1881-ben Szentes város megválasztotta díszpolgárává.
Mindszent város hálafelirattal tisztelte meg. Csongrád vármegye elismerését és köszönetét átiratilag fejezte ki. 1889-ben rövid ideig a képviselőház alelnöke volt. A véderővita alkalmával kilépett a Szabadelvű Pártból, de azután ismét visszatért a párt kebelébe. 1891-ben megalapította a Magyar Hírlapot. Lapjának függetlensége érdekében kilépett a Szabadelvű Pártból és lemondott a balavásári mandátumáról.
Az új választásokig nem működött képviselőként. Az 1892. évi általános választások alkalmával január 31-én a Nemzeti Párt jelöltjeként megválasztották Óbudán és Kovásznán, de csak az óbudai mandátumot tartotta meg és úgy a házban, mint lapjában éles ellenzéket fejtett ki a Szapáry-kormánnyal szemben. Majd alelnöke lett a nemzeti pártnak és nagy akciót fejtett ki Apponyi politikája érdekében, de az egyház-politikai reformok dolgában közte és pártja közt kifejlett ellentét miatt 1894. január 1-jén lemondott alelnöki tisztjéről és néhány hónap múlva ki is lépett a Nemzeti Pártból. Ezután pártonkívüli és a képviselőház vízügyi bizottságának tagja, az Otthon alelnöke és az EMKE egyik alelnöke lett.

## Kitüntetései
- a Lipót-rend lovagkeresztje (az árvízveszély alkalmával szerzett érdemeiért, 1881)[5]
- a Francia Becsületrend tiszti keresztje (1886)[6][7][8]

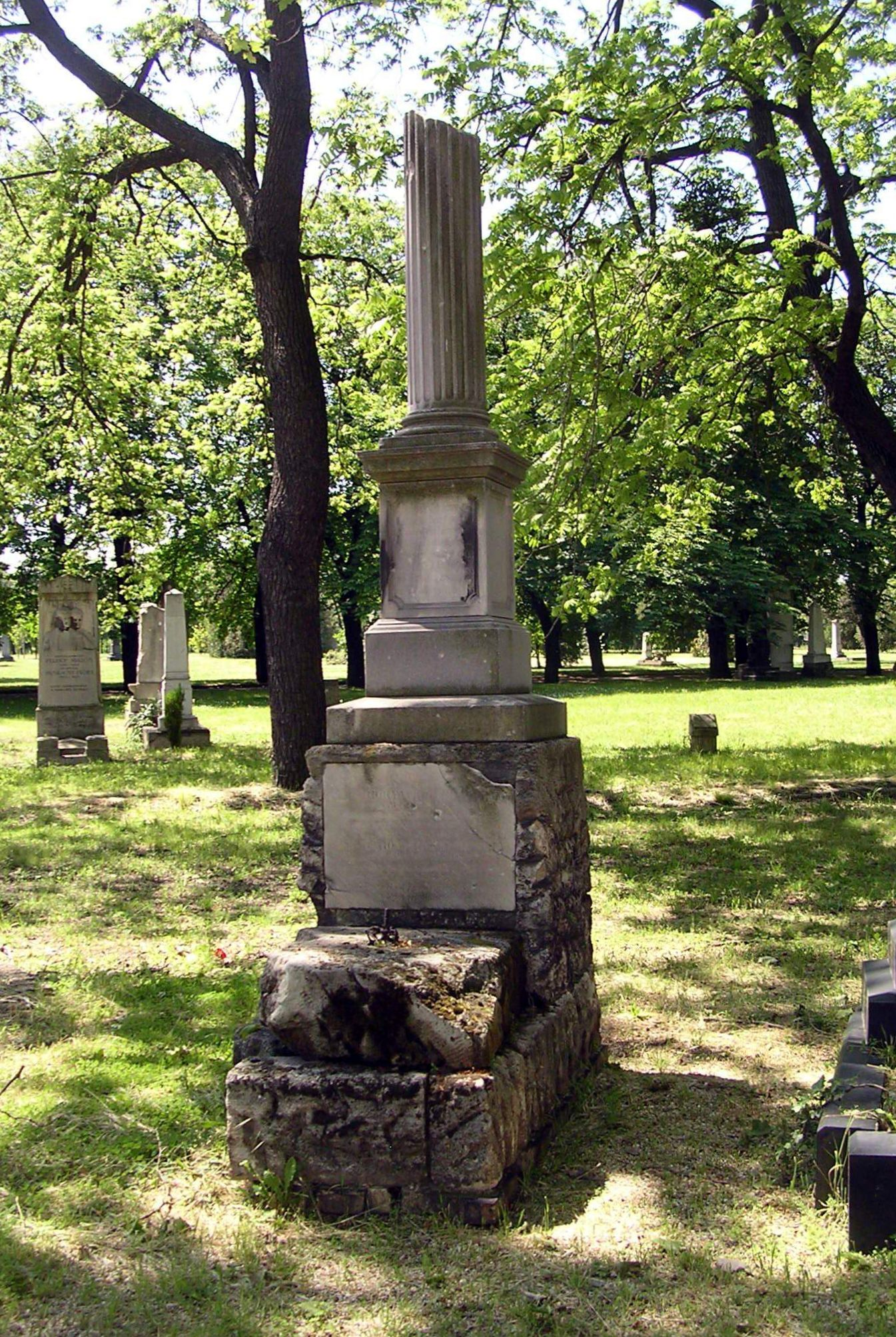
Sírja a Fiumei úti sírkertben, 2006

- Szentes első díszpolgára (1881)[9][10]